# 克氏𩷶
克氏𩷶，為輻鰭魚綱鯰形目𩷶鯰科的其中一種，為熱帶淡水魚，被IUCN列為易危保育類動物，分布於亞洲湄公河流域，體長可達120公分，棲息在底層水域，生活習性不明，可做為食用魚。

## 扩展阅读
維基物種上的相關：克氏𩷶